# Гоербеньаобао
43°03′24″ пн. ш. 112°27′54″ сх. д. / 43.056666666667° пн. ш. 112.465° сх. д.
Гоербеньаобао (кит. 郭尔奔敖包站, пін. Guōěrbēnáobāo Zhàn) — залізнична станція в КНР, розміщена на Цзінін-Ерляньській залізниці між станціями Чулуту і Сялахама. Відстань до ст. Цзінін-Південний — 256 км, до ст. Ерлянь — 77 км.
Розташована в хошуні Сунід – Правий стяг (аймак Шилін-Гол, автономний район Внутрішня Монголія). Відкрита в 1954 році. Від станції відходить лінія до Цаган-Нура (Гоербеньаобао-Цаган-Нурська залізниця) довжиною 46 км.